# Glenea crucicollis
Glenea crucicollis é uma espécie de escaravelho da família Cerambycidae. Foi descrita por Stephan von Breuning em 1956.